# Burosse-Mendousse
Burosse-Mendousse är en kommun i departementet Pyrénées-Atlantiques i regionen Nouvelle-Aquitaine i sydvästra Frankrike. Kommunen ligger i kantonen Garlin som tillhör arrondissementet Pau. År 2022 hade Burosse-Mendousse 81 invånare.

## Befolkningsutveckling
Antalet invånare i kommunen Burosse-Mendousse
| Referens: INSEE |